# BI Canum Venaticorum
BI Canum Venaticorum (BI CVn / HIP 63701 / BD+37 2356) es un sistema estelar en la constelación de Canes Venatici de magnitud aparente media +10,36.
Se encuentra a 782 años luz del sistema solar.

## Características del sistema
BI Canum Venaticorum es una estrella binaria de contacto, lo que implica las dos estrellas —al estar muy cerca la una de la otra— comparten sus capas exteriores de gas.
Su tipo espectral conjunto es F8.
La componente principal tiene una temperatura efectiva de 6700 K, su masa es un 59% mayor que la masa solar y su radio es un 37% más grande que el del Sol.
Contribuye con el 68% del total de la luminosidad del sistema.
La componente secundaria tiene el 41% de la masa de su acompañante, lo que equivale a 0,65 masas solares.
Con una temperatura de 6720 K —aunque otro estudio señala una temperatura inferior de 6684 K—, tiene un radio ligeramente inferior al radio solar.
El período orbital del sistema es de 0,3842 días (9,22 horas) y su grado de contacto es del 18%.

## Variabilidad
La variabilidad de BI Canum Venaticorum fue descubierta en 1955 por Kippenhahn.
Posteriormente catalogada como variable W Ursae Majoris, el brillo de BI Canum Venaticorum fluctúa entre magnitud aparente +10,26 y +10,71.
Se ha constatado que el período decrece a lo largo del tiempo, siendo esta variación de 1,51x10-7 días por año.
Esta disminución se atribuye a dos mecanismos: en primer lugar, a la transferencia de masa desde la estrella primaria a la secundaria, y en segundo lugar a la pérdida de momento angular por «frenado» magnético.
Asimismo, la asimetría en la curva de luz del sistema parece estar causada por la existencia de manchas oscuras en la superficie de ambas estrellas.
El período de BI Canum Venaticorum también varía a lo largo de un ciclo de 27,0 años, lo que puede deberse a la presencia de un tercer objeto en el sistema.
Dicho objeto completaría una órbita alrededor de la binaria de contacto cada 27 años y su inclinación orbital debe estar próxima a los 90°. 
Su masa es de al menos 0,58 masas solares, por lo que cabría esperar que fuese una enana roja.
En dicho supuesto, la contribución de la tercera estrella al total de luz del sistema sería más importante en longitudes de onda largas; sin embargo, sucede justo lo contrario, lo que ha llevado a pensar que la tercera componente pueda ser un objeto compacto, como por ejemplo una enana blanca.